# Фотореле

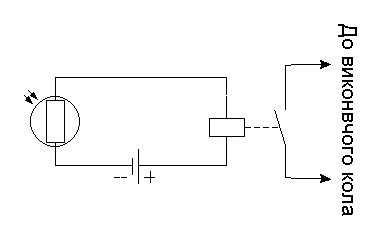
Найпростіше фотореле на фоторезисторі

Фотореле — прилад автоматичного управління різними установками, який використовує безінерційність фотоефекту, тобто практично миттєво реагує на світловий вплив чи його зміну.

## Використання
Застосування фотореле надзвичайно різноманітні. Воно вмикає і вимикає в потрібний час освітлення вулиць, сортує різні деталі за формою і розміром, вмить зупиняє верстат, якщо рука людини опиниться у небезпечній зоні перекривши хід світла.
Зокрема, на шахтах використовується для контролю місцезнаходження вагонетки, в пристроях автоматизації процесу відкатки та навантаження вугілля в залізничні вагони, визначення рівня завантаження бункерів тощо.